# Фирмилиан (святитель)
Епископ Фирмилиан (ум. 269) — святитель III века, епископ Кесарии Каппадокийской, философ и духовный писатель.

## Биография
Фирмилиан был каппадокийцем из знатной семьи.
Вместе с Григорием Чудотворцем учился у Оригена. К Оригену пришёл уже будучи христианином. Рукоположён во священники в  Кесарии Каппадокийской.
Имел репутацию наравне с Дионисием Александрийским и Киприаном Карфагенским.
Был в хороших отношениях с Оригеном и вёл переписку с Киприаном Карфагенским, который искал в нём поддержки в борьбе с папой римским Стефаном I относительно крещения еретиков. Принимал деятельное участие в борьбе с еретиками того времени.
Председательствуя на Соборах, Фирмилиан участвовал в разрешении вопросов, которые в то время волновали Христианскую церковь (монтанизм, новацианская схизма, ересь Павла Самосатского, крещение еретиков и проч.). Принимал активное участие в спорах середины III века по поводу крещение еретиков и повторного принятия в лоно Церкви отпавших христиан после преследований императора Деция. Был отлучён от Церкви папой Стефаном I за убеждения. 
Умер в Тарсусе в 269 году. Памятником его литературной деятельности ныне является только одно его письмо к Киприану, сохранившееся в латинском переводе между письмами последнего.
Уже будучи епископом Кесарии Каппадокийской, Фирмилиан в 232—235 годах пригласил Оригена в свои церкви.
Память — 10 ноября (28 октября).